# Гудзенко, Прасковья Григорьевна
Прасковья Григорьевна Гудзенко (25 октября 1925 год, село Мудровка, Чигиринский район, Черкасская область, УССР, СССР — 1995 год, Украина) — колхозница, Герой Социалистического Труда (1947).

## Биография
Родилась 25 октября 1925 года в крестьянской семье в селе Мудровка Чигиринского района Черкасской области. После Великой Отечественной войны переехала в 1945 году в село Весёлый Подол Семёновского района Полтавской области, где устроилась на работу в свекловодческом колхозе. Работала звеньевой свекловодческого звена.
В 1946 году свекловодческое звено, которым руководила Прасковья Гудзенко, собрало по 672 центнеров сахарной свёклы с участка площадью 2,7 гектара. За этот доблестный труд она была удостоена в 1947 году звания Героя Социалистического Труда.
В 1950 году была назначена бригадиром. На этой должности находилась до 1953 года, когда была вынуждена оставить работу из-за болезни. С 1968 года работала заведующей хозяйственным двором колхоза.

## Награды
- Герой Социалистического Труда — Указом Президиума Верховного Совета от 19 марта 1947 года.
- Орден Ленина (1947);